# Adobe Jenson
Adobe Jenson est un ancien style de police serif créé pour Adobe Systems par le designer de caractères Robert Slimbach. Son style romain est basé sur un ancien style de texte vénitien dessiné par Nicolas Jenson en 1470, et ses italiques sont basés sur ceux de Ludovico degli Arrighi Vicentino. Le résultat est une police organique avec une faible hauteur d'x, avec des incohérences qui aideront à différencier les lettres pour en faire une police de caractères très lisible appropriée pour de grandes quantités de texte.
Adobe Jenson a d'abord été publiée en 1996 comme une police PostScript Multiple Master et est maintenant vendue comme une police OpenType sous le nom de Adobe Jenson Pro.

## Adobe Jenson Pro
Adobe Jenson Pro est une mise à jour OpenType de la famille d'origine. La famille de polices Adobe supporte Adobe CE, ISO-Adobe (plus tard Adobe Western 2), les jeux de caractères ornementaux. La famille supporte les fonctionnalités OpenType incluant les variantes stylistiques, les ligatures, les nombres proportionnels, les chiffres elzéviriens, les petites capitales, les indices et exposants, numéraux ordinaux et les paraphes (italique uniquement).
| Graisses optiques         | Caption | Regular | Subhead   | Display |
| ------------------------- | ------- | ------- | --------- | ------- |
| Taille en points suggérée | 6–9     | 9–13.4  | 13.4–21.9 | 21.9–72 |